# Соколов (Львовская область)
Соколов (укр. Соколів) — село в Новоярычевской поселковой общине Львовского района Львовской области Украины.
Население по переписи 2001 года составляло 362 человека. Занимает площадь 5,85 км². Почтовый индекс — 80441. Телефонный код — 3254.